# Borneoguldkatt
Borneoguldkatt (Catopuma badia eller Pardofelis badia) är en av de minsta vilda kattarterna och sannolikt en av de mest hotade.
Arten är nära släkt med den asiatiska guldkatten och med marmorkatten.

## Utseende och anatomi
Borneoguldkatten liknar den asiatiska guldkatten i utseende men är mindre. Den är antingen matt brun eller gråaktig med svaga antydningar till ränder på benen. Buken är ljusare med mörka fläckar. Vid kinden finns kännetecknande vita strimmor. Öronen sitter längre ner på sidan av huvudet än hos andra små katter. Kroppsvikten uppskattas mellan 3 och 4 kg men för få individer har mätts för att vara säker. De individer som undersöktes hade en kroppslängd mellan 50 och 67 cm samt en svanslängd mellan 30 och 41 cm. I motsats till andra kattdjur är borneoguldkattens övre premolarer mindre, mera avrundade och bara försedda med en rot. Efter storleken och på grund av den långa svansen påminner arten om jaguarundin som dock lever i Nya världen.

## Utbredning och habitat
Arten lever endemisk på Borneo. Iakttagelser gjordes i olika slags skogar som regnskogar, skogstäckta bergstrakter och mangroveskogar. Borneoguldkatten hittades även i större skogsgläntor och klippigare områden med kalksten samt nära kusten. Den förekommer vanligen upp till 500 meter men enligt en obekräftad berättelse sågs den på Mt. Kinabulu 1 800 meter över havet. Då de flesta dokumenterade platserna var belägna nära floder eller i träskmarker antas att arten föredrar dessa habitat.

## Ekologi
På grund av artens nattaktiva levnadssätt och den mycket glest fördelade populationen är den mycket sällsynt. Därför talar en undersökning bland befolkningen i glesbygden av delstaterna Sabah och Sarawak. Nästan alla personer som frågades kunde identifiera trädleoparden, leopardkatten, platthuvudkatten och marmorkatten på bilder, men inte borneoguldkatten. Då fältstudier saknas, är ingenting känt om sammansättningen av födan och fortplantningssättet.

## Upptäcktshistoria

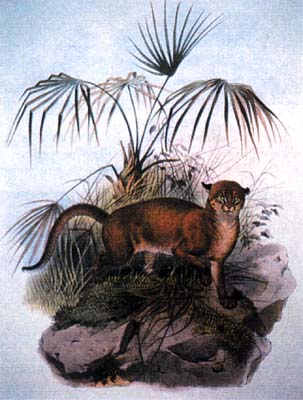
Framställning i verket The Natural History of The Feline av William Jardine.

Kännedomen om borneoguldkatten grundade sig länge på endast 6 individer som dödades mellan 1855 och 1928 i mangroveskogen.
Alfred Russel Wallace skickade 1856 en päls och flera skelettdelar av en borneoguldkatt till British Museum i London. Kroppsdelarna var i dåligt skick och i början antogs att de tillhörde en ung asiatisk guldkatt. John Edward Gray som undersökte skallen trodde att han hade en hittills okänd art. Han var dock osäker och han ville först vänta med den vetenskapliga beskrivningen tills han fick en bättre päls. Först 1874 publicerade han sin beskrivning enligt den bedrövliga pälsen och den ofullständiga skallen.
De kroppsdelar som Alfred Hart Everett fick 1888 och de som Charles Hose fick tillhörde två vuxna individer och flyttades likaså till British Museum. Den nederländska naturforskaren Anton Willem Nieuwenhuis skickade 1900 en päls till museet i Leiden. En päls som köptes 1914 visas i National Museum of Natural History i Washington, D.C. Den individ som dödades 1928 nära Kuching i delstaten Sarawak visas i delstatsmuseet. Först 1989 sköts den nästa individen och kvarlevorna flyttades till Field Museum of Natural History i Chicago.
I januari 1992 fångades den första borneoguldkatten levande. Den var troligen sjuk med en vikt av endast 1,95 kg och avled några dagar senare. Från denna individ togs prov av blodet och vävnader för genetiska undersökningar. Analysen visade att borneoguldkatten är närmast släkt med den asiatiska guldkatten och att utvecklingslinjerna för båda arter skilde sig för 4,9 till 5,3 miljoner år.
Kamerafällor som uppställdes mellan mars 2003 och april 2005 i olika naturskyddsområden i Sarawak tog bara en enda bild under 5 034 nätter.

## Hot och skyddsåtgärder
Eftersom arten antas vara ovanlig och är begränsad till ett litet geografiskt område där omfattande habitatförstörelse inträffat under 1990-talet, anses dess framtid mycket oviss. Den totala populationen uppskattas vara mindre än 2 500 djur. IUCN listar därför arten som starkt hotad (EN).
Avskogningen på Borneo sker särskilt snabbt jämfört med andra regioner i världen. Under mitten av 1980-talet var ungefär tre fjärdedelar av ön skogstäckt. 2005 var skogens utbredning minskad till 52 procent. Regioner som tidigare var urskog är idag jordbruksmark eller bosättningar och illegal handel med vilda djur är vanlig.
Borneoguldkatten listas av CITES i appendix II och är skyddad enligt lag i Indonesien och Malaysia.